# Otón II de Brunswick-Luneburgo
Otón II (hacia 1266 - 10 de abril de  1330), conocido como «el Severo» (der Strenge), fue duque de Brunswick-Luneburgo y príncipe de Luneburgo desde 1277 hasta su muerte.

## Biografía
Otón II era hijo de Juan de Brunswick-Luneburgo (ca. 1242-1277) y de su esposa Luitgarde de Holstein. Tras fallecer su padre el 13 de diciembre de 1277, siendo todavía menor de edad, el gobierno de Luneburgo fue por lo tanto confiado a su tío Alberto de Brunswick (1236-1279), y luego, después de su muerte el 15 de agosto de 1279, a su otro tío, el obispo Conrado de Verden. Otón accedió al poder en 1282. Aumentó sus territorios con prenda de tierras feudales, provocando luchas territoriales. Restringió los privilegios de los señores y defendió el orden social. Otorgó derechos de ciudad a los asentamientos de Harburg, Dahlenburg (1289) y Celle.
Otón II compró en 1302 el condado de Wölpe por 6500 marcos de plata. Tras la controvertida elección de «rey de romanos» en 1313, Otón el Severo se puso del lado de su cuñado Luis IV de Baviera, que agradecido elevó en 1315 sus tierras a feudo imperial. El 28 de noviembre de 1315, decretó una nueva ley de sucesión que transmitía después de su muerte su ducado a sus dos hijos, Otón y Guillermo II.
Murió el 10 de abril de 1330 y fue enterrado en la abadía de Saint-Michel de Luneburgo, que él mismo había hecho construir.

## Familia
En 1288, Otón II se casó con Matilde de Baviera (fallecida en  1319), hija del duque Luis II de Baviera y de Matilde de Habsburgo.Tuvieron cinco hijos:
- Juan (fallecido en 1324), vicario apostólico de la arquidiócesis de Bremen;
- Otón III (ca.1296-1352), príncipe de Luneburgo;
- Luis (fallecido en 1346), obispo de Minden;
- Guillermo II (ca. 1300-1369), príncipe de Luneburgo;
- Mathilde fallecida en 1316), se casó con el señor Nicolas II de Werle.